# Auçac
Auçac (en francès Aussac) és un municipi francès situat al departament del Tarn i a la regió d'Occitània.

## Demografia
| 1851                                       | 1962 | 1968 | 1975 | 1982 | 1990 | 1999 | 2006 | 2019 |
| ------------------------------------------ | ---- | ---- | ---- | ---- | ---- | ---- | ---- | ---- |
| 369                                        | 188  | 181  | 156  | 164  | 205  | 214  | 268  | 271  |
| Des de 1962: població sense dobles comptes |      |      |      |      |      |      |      |      |

## Administració
| Període   | Identitat        | Partit |
| --------- | ---------------- | ------ |
| 1989-2014 | Jean Tayac       |        |
| 2014-2020 | Laurent Sirgue   |        |
| 2020-     | Richard Martinez |        |